# Struer (municipio)
El municipio de Struer (en danés: Struer Kommune) es un municipio danés en el occidente de la península de Jutlandia, dentro de la región de Jutlandia Central. Su capital y mayor localidad es la ciudad de Struer.
El municipio fue creado el 1 de enero de 2007 con la reforma municipal danesa que entró en vigencia ese año. Su territorio es resultado de la fusión de los antiguos municipios de Thyholm y Struer. El municipio se extiende a ambas riberas del Limfjord. Ambas partes están comunicadas por un puente en el estrecho llamado Oddesund.
Colinda al norte con Thisted, al oeste con Lemvig y al sur con Holstebro.

## Localidades
El municipio de Struer tiene un total de 9 localidades urbanas (byer, localidades con más de 200 habitantes), en las que reside la mayoría de la población. Un total de 5.186 personas viven en zonas rurales (landdistrikter, localidades con menos de 200 habitantes).
| Localidades más pobladas de Struer |           |                  |
| Nº                                 | Localidad | Población (2012) |
| 1                                  | Struer    | 10.544           |
| 2                                  | Bremdal   | 1.883            |
| 3                                  | Hvidbjerg | 1.136            |
| 4                                  | Hjerm     | 1.305            |
| 5                                  | Humlum    | 845              |
| 6                                  | Linde     | 400              |
| 7                                  | Asp       | 361              |
| 8                                  | Resenstad | 284              |
| 9                                  | Uglev     | 249              |